# رود مویوا
رود مویوا (انگلیسی: Moyva) یک رودخانه در سرزمین پرم کشور روسیه است.